# Sharon, New Hampshire
Sharon är en kommun (town) i Hillsborough County i delstaten New Hampshire i USA med 352 invånare (2010). 

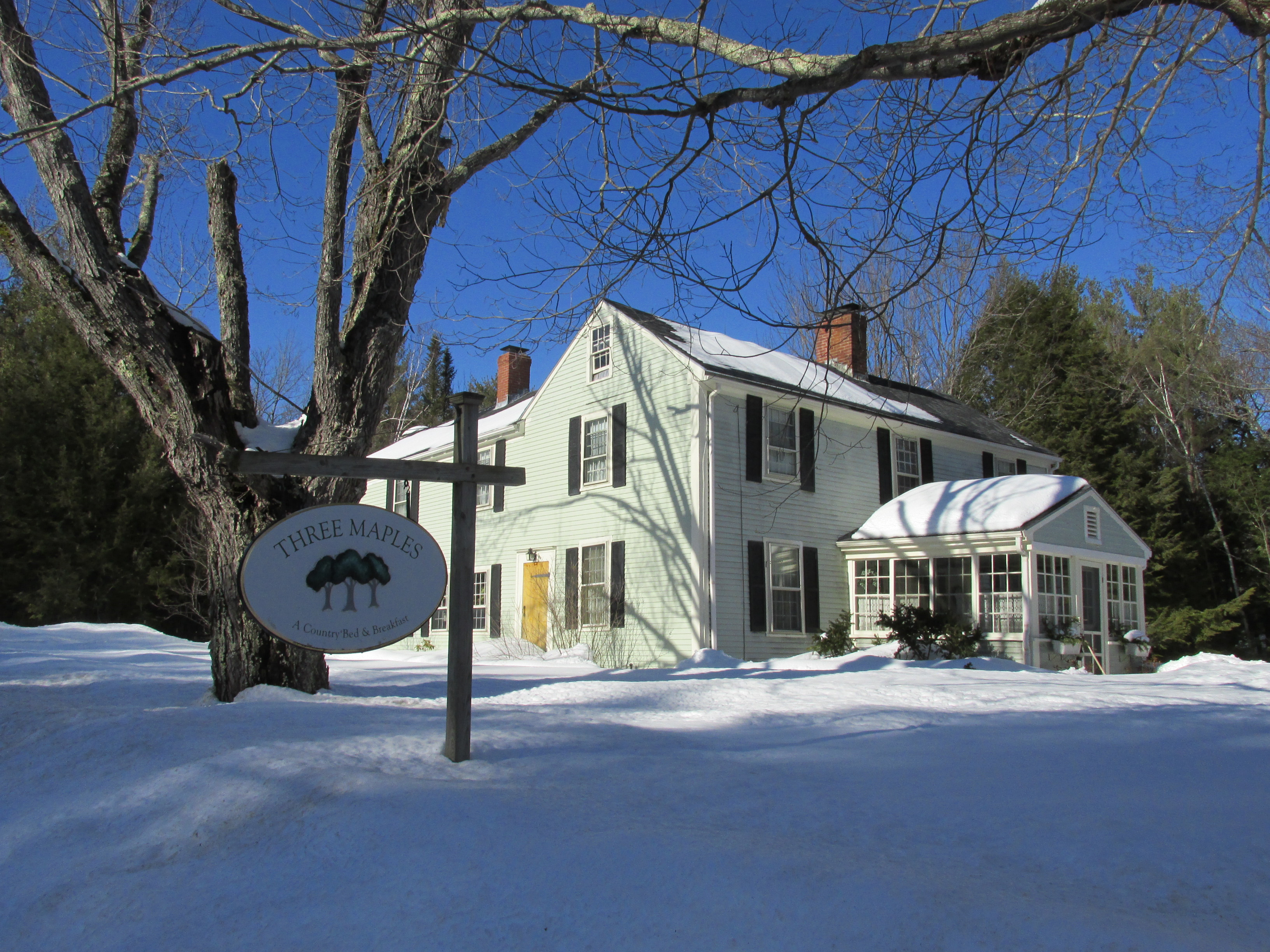